# Maumusson (Tarn-et-Garonne)
Maumusson is een gemeente in het Franse departement Tarn-et-Garonne (regio Occitanie) en telt 50 inwoners (2009). De plaats maakt deel uit van het arrondissement Castelsarrasin.

## Geografie
De oppervlakte van Maumusson bedraagt 5,0 km², de bevolkingsdichtheid is dus 10 inwoners per km².
De onderstaande kaart toont de ligging van Maumusson (Tarn-et-Garonne) met de belangrijkste infrastructuur en aangrenzende gemeenten.

## Demografie
Onderstaande figuur toont het verloop van het inwonertal (bron: INSEE-tellingen).